# Wólka (powiat warszawski zachodni)
Wólka – wieś w Polsce położona w województwie mazowieckim, w powiecie warszawskim zachodnim, w gminie Leszno. Ma status sołectwa. Północne i zachodnie obrzeża wsi leżą w obrębie Kampinoskiego Parku Narodowego.
W skład sołectwa Wólka wchodzi także wieś Ławy.
W latach 1975–1998 miejscowość należała administracyjnie do województwa warszawskiego.